# 马来西亚国家博物馆
马来西亚国家博物馆 ，是一座集马来西亚历史及文化遗产的博物馆，位于马来西亚吉隆坡白沙罗路，附近有吉隆坡湖滨公园。 博物馆于1963年8月31日对外开放，其建筑设计是吉打州的Balai Besar 的建筑设计和Palatial结构，涵盖了传统马来和现代元素。
国家博物馆是一座三层建筑，长109.7米，宽15.1米，中心点高37.6米。博物馆设有四个主要展厅，用于民族学和自然历史。展品范围从展示婚礼、节日和服装等文化活动的独立式场景；到传统武器、乐器、工艺品、陶瓷以及动植物。

## 活动
1982年8月23日，时任马来西亚首相马哈迪·莫哈末在国家博物馆为配合马来亚独立25周年而举办的展览会主持开幕。马哈迪在致词时表示，独立的意义看到不仅仅是国家的财富，更重要的是维护国家和民族的尊严。这项展览会由首相署主办，目的是帮助国人铭记历史，借此培养爱国情操。

## 历史
这座建筑于1959年开始建造，并于1963年竣工。国家博物馆于1963年8月31日由第三任最高元首端姑賽布特拉正式开放。
1996年4月4日，根据《古迹法》第 169/1976 号，该建筑被列为古迹和历史遗址。

## 延伸阅读

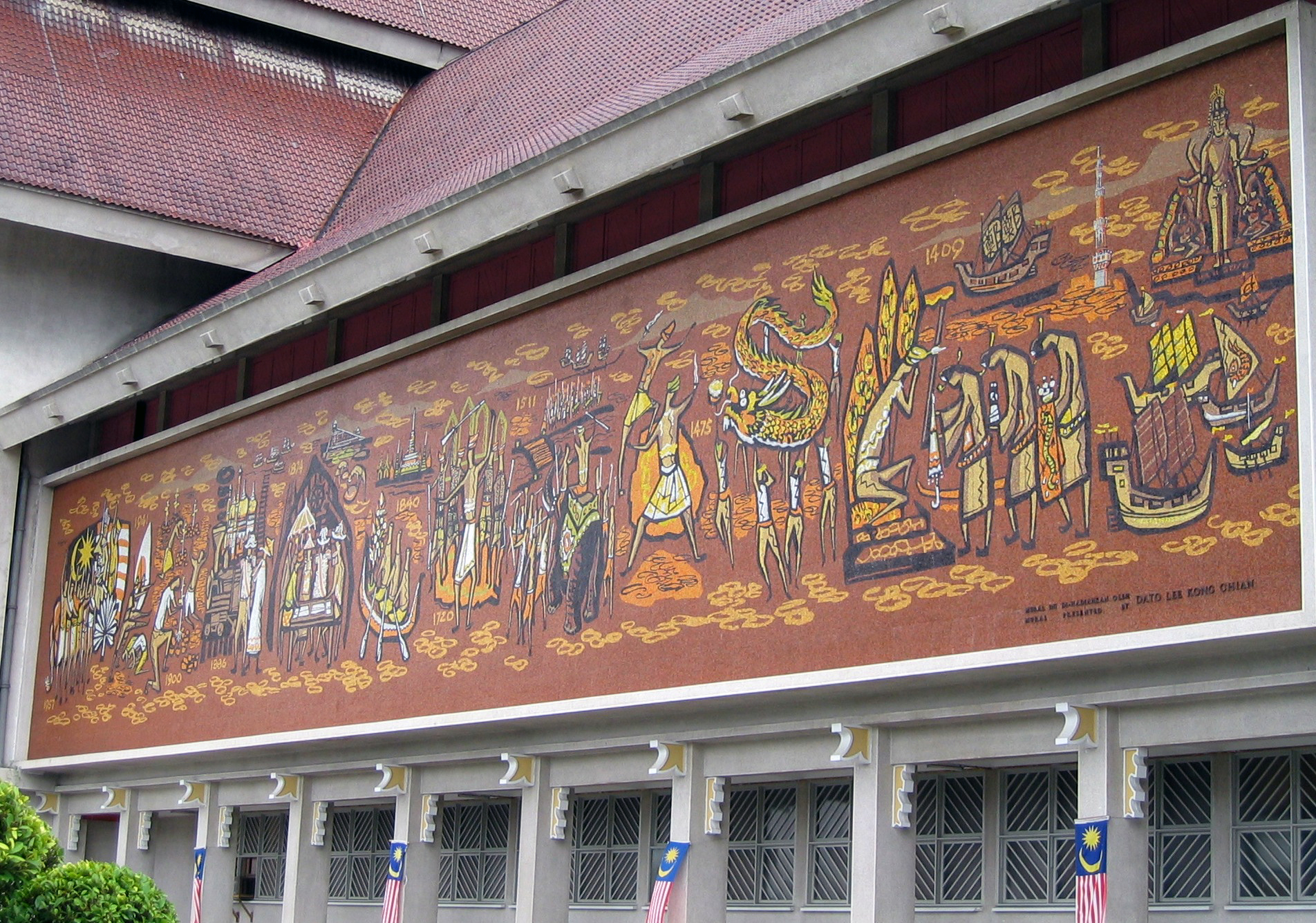
博物馆建筑的图墙，描述着马来西亚历史发展

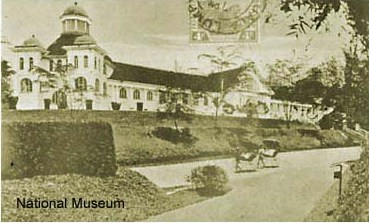
旧雪兰莪博物馆

- Lenzi, Iola. . Singapore: Archipelago Press. 2004: 200. ISBN 981-4068-96-9.
- Harris, Mark. . Kuala Lumpur: Syarikat S. Abdul Majeed, Pub. Division. 1990: 88 pages. ISBN 978-983-9629-15-6.
- Muzium Negara. . Kuala Lumpur: Persatuan Muzium Malaysia. 1988: 243 pages. ISBN 978-983-9579-00-0.
- Haji Ali, Mohamed Kassim. . Kuala Lumpur: Museums Association of Malaysia. 1988: 111 pages. ASIN B0006EHZ58.
- bin Mohd. Yatim, Othman. . Kuala Lumpur: Muzium Negara. 1981: 99 pages. ASIN B0006E7THM.